# Karl Barry Sharpless
Karl Barry Sharpless (Philadelphia (Pennsylvania), 28 april 1941) is een Amerikaans chemicus vermaard om zijn werk in de organometaalchemie. Hij is een tweevoudig Nobelprijswinnaar. De eerste in 2001 samen met William Standish Knowles en Ryoji Noyori; de tweede in 2022 met Carolyn Bertozzi en Morten Meldal.

## Biografie
Sharpless is geboren in Philadelphia. Hij studeerde af aan de Friends' Central School in 1959. Hij vervolgde zijn studies aan Dartmouth College (1963) en kreeg zijn PhD aan de Stanford-universiteit in 1968. Vervolgens deed hij postdoc-werk aan Stanford en de Harvard-universiteit.
Sharpless is professor geweest aan het MIT (1970-77 en 1980-90) en de Stanford-universiteit (1977-80). In 1990 verkreeg hij het W.M. Keck-professorschap in de chemie aan het Scripps Research Institute. In 1996 kreeg hij een eredoctoraat van de Katholieke Universiteit Leuven. In 2019 werd de Priestley Medal aan hem toegekend.

## Werk
Sharpless ontdekte verschillende scheikundige reacties die de asymmetrische synthese veranderd hebben van wetenschappelijke fictie tot een dagelijkse routine. In 2001 won hij de Nobelprijs voor Scheikunde voor zijn werk aan stereoselectieve oxidatiereacties (Sharpless-epoxidatie, Sharpless-dihydroxylering, Sharpless-aminohydroxylering) waarvan hij in 1980 de basis had gelegd. Zijn werk met betrekking tot de ontwikkeling van chirale katalysatoren zorgde ervoor dat bij chemische reacties maar een van de twee mogelijke spiegelbeeldvormen van moleculen ontstaat. Voor de chemische industrie maakte dit onder andere de grootschalige productie mogelijk van R-glycidol. Dit is een uitgangsstof die wordt gebruikt voor de synthese van bijvoorbeeld bètablokkers.
In hetzelfde jaar waarin hij de Nobelprijs ontving, gedeeld met William S. Knowles en Ryoji Noyori (voor hun werk aan stereoselectieve hydrogenering), werd hij ook onderscheiden met de Benjamin Franklin Medal, de Wolfprijs in de Chemie en de John Scott Medal. Hij is momenteel druk bezig met het aanmoedigen van klikchemie wat selectieve exotherme reacties zijn die optreden in water onder milde condities; de succesvolste variant is is de alkyn-azide (3 + 2) cycloadditie om 1,2,3-triazolen te maken.
1901: Van 't Hoff ·
1902: E. Fischer ·
1903: Arrhenius ·
1904: Ramsay ·
1905: Baeyer ·
1906: Moissan ·
1907: Buchner ·
1908: Rutherford ·
1909: Ostwald ·
1910: Wallach ·
1911: Curie ·
1912: Grignard, Sabatier ·
1913: Werner ·
1914: Richards ·
1915: Willstätter ·
1918: Haber ·
1920: Nernst ·
1921: Soddy ·
1922: Aston ·
1923: Pregl ·
1925: Zsigmondy ·
1926: Svedberg ·
1927: Wieland ·
1928: Windaus ·
1929: Harden, Euler-Chelpin ·
1930: H. Fischer · 
1931: Bosch, Bergius ·
1932: Langmuir ·
1934: Urey ·
1935: F. Joliot-Curie, I. Joliot-Curie ·
1936: Debye ·
1937: Haworth, Karrer ·
1938: Kuhn ·
1939: Butenandt, Ružička ·
1943: Hevesy · 
1944: Hahn ·
1945: Virtanen ·
1946: Sumner, Northrop, Stanley ·
1947: Robinson · 
1948: Tiselius · 
1949: Giauque ·
1950: Diels, Alder ·
1951: McMillan, Seaborg ·
1952: Martin, Synge ·
1953: Staudinger ·
1954: Pauling ·
1955: Vigneaud ·
1956: Hinshelwood, Semjonov ·
1957: Todd ·
1958: Sanger ·
1959: Heyrovský ·
1960: Libby ·
1961: Calvin ·
1962: Perutz, Kendrew ·
1963: Ziegler, Natta ·
1964: Hodgkin ·
1965: Woodward ·
1966: Mulliken ·
1967: Eigen, Norrish, Porter ·
1968: Onsager ·
1969: Barton, Hassel ·
1970: Leloir ·
1971: Herzberg ·
1972: Anfinsen, Moore, Stein · 
1973: E.O. Fischer, Wilkinson · 
1974: Flory ·
1975: Cornforth, Prelog ·
1976: Lipscomb ·
1977: Prigogine · 
1978: Mitchell ·
1979: Brown, Wittig ·
1980: Berg, Gilbert, Sanger ·
1981: Fukui, Hoffmann ·
1982: Klug ·
1983: Taube ·
1984: Merrifield ·
1985: Hauptman, Karle ·
1986: Herschbach, Lee, Polanyi ·
1987: Cram, Lehn, Pedersen ·
1988: Deisenhofer, Huber, Michel ·
1989: Altman, Cech ·
1990: Corey ·
1991: Ernst ·
1992: Marcus ·
1993: Mullis, Smith ·
1994: Olah ·
1995: Crutzen, Molina, Rowland ·
1996: Curl, Kroto, Smalley ·
1997: Boyer, Walker, Skou ·
1998: Kohn, Pople ·
1999: Zewail ·
2000: Heeger, MacDiarmid, Shirakawa ·
2001: Knowles, Noyori, Sharpless ·
2002: Fenn, Tanaka, Wüthrich ·
2003: Agre, MacKinnon ·
2004: Ciechanover, Hershko, Rose ·
2005: Grubbs, Schrock, Chauvin ·
2006: Kornberg ·
2007: Ertl ·
2008: Shimomura, Chalfie, Tsien ·
2009: Steitz, Yonath, Ramakrishnan ·
2010: Heck, Negishi, Suzuki ·
2011: Shechtman ·
2012: Kobilka, Lefkowitz ·
2013: Karplus, Levitt, Warshel ·
2014: Betzig, Hell, Moerner ·
2015: Lindahl, Modrich, Sancar ·
2016: Sauvage, Stoddart, Feringa ·
2017: Dubochet, Frank, Henderson · 
2018: Arnold, Winter, Smith ·   
2019: Goodenough, Whittingham, Yoshino ·
2020: Charpentier, Doudna ·
2021: List, MacMillan ·
2022: Bertozzi, Meldal, Sharpless ·
2023: Bawendi, Brus, Jekimov ·
2024: Baker, Hassabis, Jumper